# Salacia bangalensis
Salacia bangalensis är en benvedsväxtart som beskrevs av Camille Vermoesen och Rudolf Wilczek. Salacia bangalensis ingår i släktet Salacia och familjen Celastraceae. Inga underarter finns listade.